# Eugene Omoruyi
Eugene Omoruyi (Benin City, 14 febbraio 1997) è un cestista nigeriano naturalizzato canadese, professionista nella NBA.

## Statistiche

### NCAA
| Anno      | Squadra                 | PG  | PT | MP   | TC%  | 3P%  | TL%  | RP  | AP  | PRP | SP  | PP   |
| --------- | ----------------------- | --- | -- | ---- | ---- | ---- | ---- | --- | --- | --- | --- | ---- |
| 2016-2017 | Rutgers Scarlet Knights | 33  | 11 | 12,0 | 34,9 | 0,0  | 62,5 | 2,2 | 1,0 | 0,5 | 0,3 | 2,4  |
| 2017-2018 | Rutgers Scarlet Knights | 32  | 7  | 21,7 | 47,3 | 0,0  | 54,1 | 5,0 | 1,0 | 0,9 | 0,8 | 7,9  |
| 2018-2019 | Rutgers Scarlet Knights | 28  | 26 | 29,1 | 44,5 | 31,1 | 71,4 | 7,2 | 2,4 | 0,7 | 0,3 | 13,8 |
| 2020-2021 | Oregon Ducks            | 28  | 28 | 30,5 | 47,3 | 37,6 | 76,5 | 5,4 | 2,3 | 1,5 | 0,6 | 17,1 |
| Carriera  | Carriera                | 121 | 72 | 22,8 | 45,3 | 32,4 | 67,4 | 4,8 | 1,6 | 0,9 | 0,5 | 9,9  |

#### Massimi in carriera
- Massimo di punti: 31 vs Missouri (2 dicembre 2020)[1]
- Massimo di rimbalzi: 17 vs Boston (23 novembre 2018)
- Massimo di assist: 6 vs Ohio State (2 febbraio 2019)
- Massimo di palle rubate: 5 (3 volte)
- Massimo di stoppate: 3 (2 volte)
- Massimo di minuti giocati: 39 vs Northwestern (13 febbraio 2018)

### NBA

#### Regular Season
| Anno      | Squadra          | PG | PT | MP   | TC%  | 3P%  | TL%  | RP  | AP  | PRP | SP  | PP  |
| --------- | ---------------- | -- | -- | ---- | ---- | ---- | ---- | --- | --- | --- | --- | --- |
| 2021-2022 | Dallas Mavericks | 4  | 0  | 4,5  | 40,0 | 50,0 | 50,0 | 1,8 | 0,5 | 0,0 | 0,0 | 1,8 |
| 2022-2023 | Oklahoma Thunder | 23 | 2  | 11,8 | 46,8 | 25,8 | 60,7 | 2,3 | 0,5 | 0,6 | 0,0 | 4,9 |
| 2022-2023 | Detroit Pistons  | 17 | 4  | 21,9 | 42,5 | 29,3 | 72,3 | 3,5 | 1,0 | 0,8 | 0,2 | 9,7 |
| 2023-2024 | Wash. Wizards    | 43 | 0  | 9,1  | 48,5 | 28,3 | 65,3 | 2,0 | 0,8 | 0,6 | 0,1 | 4,8 |
| Carriera  | Carriera         | 87 | 6  | 12,1 | 46,0 | 28,5 | 66,4 | 2,3 | 0,7 | 0,6 | 0,1 | 5,7 |

#### Massimi in carriera
- Massimo di punti: 22 vs Toronto Raptors (11 novembre 2022)[2]
- Massimo di rimbalzi: 9 vs Atlanta Hawks (21 marzo 2023)
- Massimo di assist: 2 (8 volte)
- Massimo di palle rubate: 4 vs Memphis Grizzlies (7 dicembre 2022)
- Massimo di stoppate: 2 vs Toronto Raptors (24 marzo 2023)
- Massimo di minuti giocati: 33 vs Toronto Raptors (24 marzo 2023)